# Lee Pace
Lee Grinner Pace (Chickasha, Oklahoma, 25 de marzo de 1979) es un actor estadounidense de cine, teatro y televisión. Cuenta con dos nominaciones a los premios Globo de oro, y es principalmente conocido por la serie de televisión Pushing Daisies, donde interpreta a Ned el pastelero, también al rey elfo Thranduil en la trilogía de El Hobbit, a Joe MacMillan en Halt and Catch Fire, y al villano Ronan el Acusador en la película Guardianes de la Galaxia.

## Biografía

### Vida privada y educación
Pace nació en Chickasha, Oklahoma, hijo de Charlotte, una maestra de escuela, y James Roy Pace, un ingeniero. De niño, Pace pasó varios años en Arabia Saudita, lugar donde su padre trabajaba en el negocio del petróleo; finalmente, la familia se mudó a Houston, Texas. Pace asistió Klein High School en Spring, Texas, un barrio residencial de Houston, con su futuro compañero de reparto Matthew Bomer. Pace dejó temporalmente la escuela para actuar en el Alley Theatre de Houston antes de regresar para graduarse. En el teatro, apareció en producciones como The Spider's Web y The Greeks. En 1997, Pace fue aceptado por la escuela Juilliard School's Drama Division como miembro del Grupo 30 (1997-2001), grupo que también incluyó a los actores Anthony Mackie y Tracie Thoms. Mientras estuvo allí, actuó en varias obras, incluyendo Romeo y Julieta interpretando el papel de Romeo, Richard III en el papel principal, y Julio César como Cassius. Se graduó de la Juilliard con una Licenciatura en Bellas Artes.

### Teatro
Después de su graduación, Pace protagonizó varias obras fuera de Broadway, incluyendo The Credeaux Canvas y The Fourth Sister. También protagonizó una producción de Craig Lucas llamada Small Tragedy, por esa interpretación fue nominado al premio Lucille Lortel como Mejor Actor. En 2006, Pace protagonizó la obra de teatro Guardians de Peter Morris interpretando a dos personajes, un trabajo que le valió su segunda nominación para un Premio Lortel como Mejor Actor. 
El día 19 de abril de 2011 se marcó como el debut de Pace en Broadway, con la obra de teatro A Normal Heart (Un corazón normal) la obra comenzó el 27 de abril en el Teatro Golden Age. La obra tuvo 96 representaciones, con su noche de clausura el 10 de julio de 2011. Pace interpretó el personaje de Bruce Niles en la obra. 
Lee Pace fue también elegido para interpretar al compositor Vincenzo Bellini en el teatro Golden Age, que comenzaron las representaciones el 15 de noviembre de 2012. La obra, escrita por Terrence McNally, comenzó su carrera de oficial en el Manhattan Theatre Club 4 de diciembre de 2012. Dos de las representaciones fueron canceladas como resultado del huracán Sandy.

### Televisión
Pace interpretó a Aaron Tyler en la aclamada pero efímera serie de televisión de 2004 Wonderfalls, que fue cocreado por Bryan Fuller. Más tarde, Fuller hizo el papel principal de Ned en la serie Pushing Daisies especialmente para Lee Pace, esta serie se estrenó en la cadena ABC en octubre de 2007 y regresó para su segunda y última temporada el 1 de octubre de 2008. 
Pace también ha aparecido en Ley y orden:. Unidad de víctimas especiales en la temporada 3, episodio 18 "La culpa".
En 2010, Pace fue elegido para el piloto de HBO The Miraculous Year dirigida por Kathryn Bigelow. 
En 2013, Pace fue elegido para la serie de AMC "Halt and catch fire" dirigida por Juan J. Campanella. Lee pace interpretó a Joe MacMillan, donde tiene un rol importante, Halt and Catch Fire es una serie de televisión dramática estadounidense creada por Christopher Cantwel y Christopher C. La serie se estrenó el 1 de junio de 2014 en AMC.

### Cine

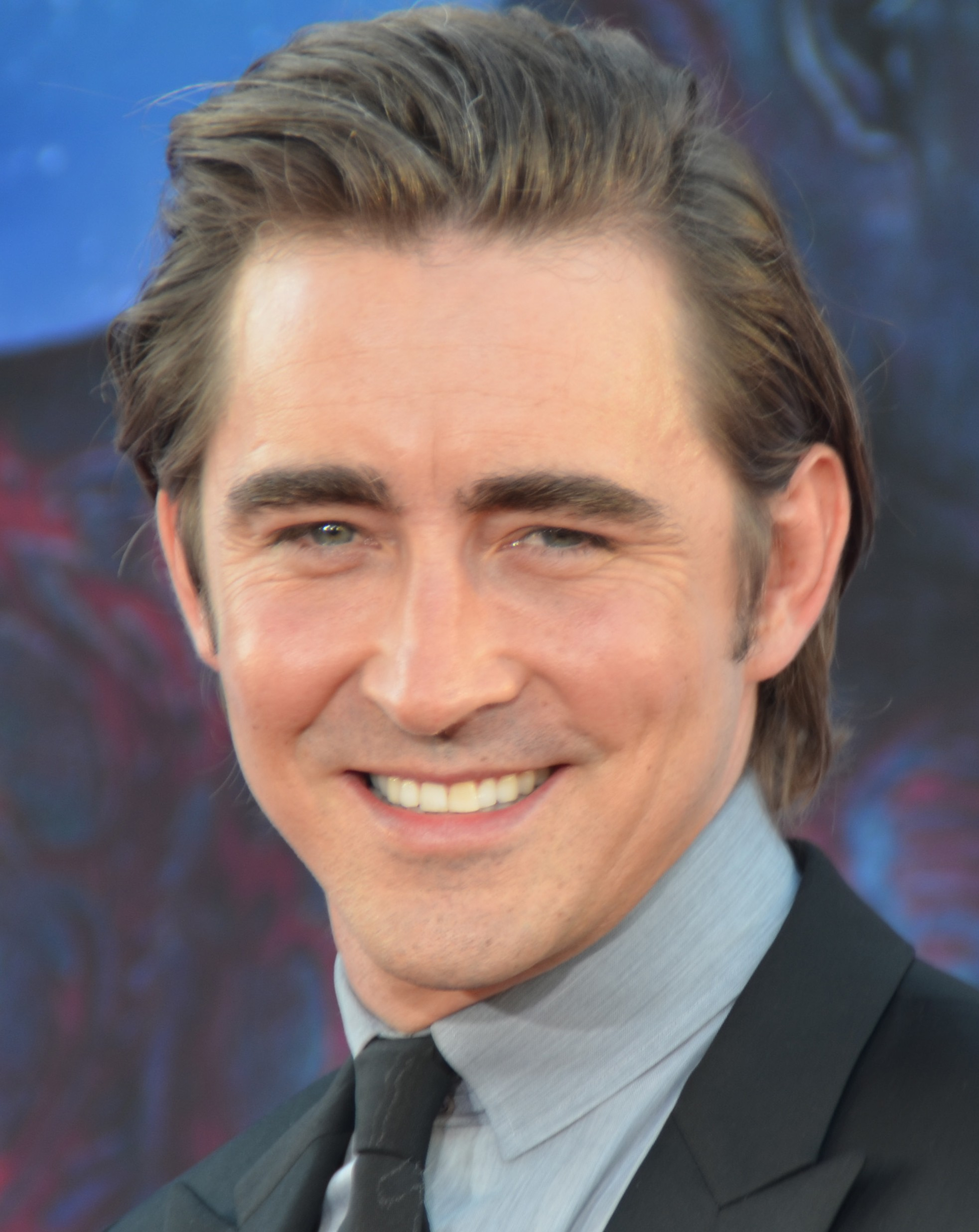
Lee Pace en el estreno mundial de Guardianes de la Galaxia en julio de 2014.

Pace ganó reconocimiento por su papel en The Soldier's Girl, película del 2003 basada en hechos reales donde interpretó el papel de Calpernia Addams, una transgénero que tuvo una relación con el soldado Barry Winchell, interpretado por Troy Garity. Winchell fue asesinado a causa de su sexualidad y la relación con Calpernia Addams. 
Sobre el papel, Pace ha dicho: 

«Ni siquiera mi excelente formación en la escuela de actuación Juilliard me preparó para mi primer papel en el cine, donde interpreté a un transexual que se enamora de un chico militar. Aquí estaba yo, un chico larguirucho de Oklahoma, sin saber cómo empezar a ser una mujer. Entonces vi documentales sobre transexuales, perdí veinticinco libras, y me puse senos y caderas prostéticas para convertirse en ese personaje. Hubo momentos en que me mire en el espejo y me pregunté: "¿Qué estoy haciendo con mi vida aquí? Mi papá me va a matar!" Pero la razón por la que entré a la actuación es porque iba a ser capaz de interpretar papeles tan complicado e importantes como éste. Al interpretar a un transexual, tengo la oportunidad de ayudar a cambiar la perspectiva de la gente acerca de otras personas, y eso es algo muy poderoso. interpretare a un bandido de capa y espada en mi próxima película, pero siempre voy a estar orgulloso de la película The Soldier's Girl.».

Pace ganó un Premio Gotham por mejor nuevo actor y fue nominado para varios premios, incluyendo un Globo de Oro, por su trabajo en esta película. 
Fue protagonista en la película Miss Pettigrew Lives for a Day y en The Fall, ambas películas lanzadas en 2008. The Fall fue muy bien recibida entre los críticos y espectadores por igual, en esta película fue donde Lee protagonizó uno de sus papeles más artísticos. Su siguiente película fue Possession, que protagonizó junto a Sarah Michelle Gellar. 
También desempeñó papeles de reparto en The White Countess, Infamous, When in Rome y El buen pastor.
En 2012, Lee Pace interpretó a Garrett, el vampiro nómada, en La Saga Crepúsculo: Amanecer - Parte 2. Pace era ciertamente consciente de la reputación vinculada a la franquicia de Twilight, y reveló que «se llegó a esto un poco como "sabes en qué te estás metiendo", así que simplemente hice lo que pude». Sin embargo, disfrutamos de la experiencia y solo tuvo elogios para el director Bill Condon. 
Stephenie Meyer, la autora de la saga Crepúsculo, estuvo muy satisfecha con la interpretación de Pace como Garrett.
La película tuvo una acogida mixta por parte de la crítica. Pero por ejemplo Betsy Sharkey, del Los Angeles Times, dijo que su único problema fue que se introdujo demasiado tarde en la serie: «¿Por qué, oh, por qué no pusieron a Lee antes?».
El 30 de abril de 2011, se anunció que Pace había sido elegido para interpretar a Thranduil en las películas de El Hobbit la adaptación del libro del reconocido escritor J.R.R. Tolkien. El anuncio fue hecho por el propio director de las películas Peter Jackson, quien reveló en su página de Facebook que Pace había sido su favorito para el papel, desde que vio su actuación en The Fall. El personaje había sido previamente mencionado en El Señor de los Anillos de Jackson : la comunidad del anillo, y anteriormente había sido retratado en El Hobbit. Pace pasó cuatro meses filmando en Nueva Zelanda. El personaje apareció en el prólogo de El Hobbit: Un Viaje Inesperado, tuvo una participación más importante en El Hobbit: La Desolación de Smaug, y su personaje aparece de nuevo en la última película de la trilogía, en 2014.
El 28 de julio de 2011, se anunció que Pace había sido elegido para el film Lincoln de Steven Spielberg, como Fernando Wood, un partidario confederado. Pace rodó todas sus escenas en una semana, antes de que comenzaran las grabaciones de El Hobbit.
Los acontecimientos de la película tiene lugar en 1865, cuando Fernando Wood sirvió en la Cámara de Representantes. Sin embargo, en aquel momento Fernando Wood tenía 53 años de edad, 20 años más que la edad de Pace cuando lo interpretó. En un Q & A, Spielberg reveló que decidió ofrecer el papel a Pace, después de ver su actuación en la película Ceremony. De la experiencia de la película, Pace dijo que "fue un pináculo real de lo que he hecho como actor ". La película fue nominada a 12 premios de la Academia, incluyendo Mejor Película, y fue nominado a Mejor Ensamble en los Screen Actors Guild Award. Sin embargo, Pace no se incluyó entre la nominación del conjunto de Lincoln, y varios blogueros estuvieron molestos por esto, incluyendo a Katey Rich de Cinemablend.com y Nathaniel Rogers de The Film Experience.
Pace, en verano de 2014, interpretó al villano Ronan el Acusador en la película de Marvel Studios Guardianes de la Galaxia. Papel que volvió a interpretar en la película de Capitana Marvel de 2018.

## Filmografía

### Cine
| Año  | Título                                       | Papel                          | Notas        |
| ---- | -------------------------------------------- | ------------------------------ | ------------ |
| 2003 | Soldier's Girl                               | Calpernia Addams               |              |
| 2005 | The White Countess                           | Crane                          |              |
| 2006 | Infamous                                     | Richard Hickock                |              |
| 2006 | The Fall                                     | Roy Walker / The Masked Bandit |              |
| 2006 | El buen pastor                               | Richard Hayes                  |              |
| 2008 | Polarbearman                                 |                                | Cortometraje |
| 2008 | Miss Pettigrew Lives for a Day               | Michael Pardew                 |              |
| 2009 | A Single Man                                 | Grant                          |              |
| 2009 | Possession                                   | Roman                          |              |
| 2010 | When in Rome                                 | Brady Sacks                    |              |
| 2010 | Marmaduke                                    | Phil Winslow                   |              |
| 2011 | The Resident                                 | Jack                           |              |
| 2011 | Ceremony                                     | Whit Coutell                   |              |
| 2011 | 30 Beats                                     | Matt Roberts                   |              |
| 2012 | The Twilight Saga: Breaking Dawn - Part 2    | Garrett                        |              |
| 2012 | Lincoln                                      | Fernando Wood                  |              |
| 2012 | El hobbit: un viaje inesperado               | Thranduil                      |              |
| 2013 | El hobbit: la desolación de Smaug            | Thranduil                      |              |
| 2014 | Guardianes de la Galaxia                     | Ronan el Acusador              |              |
| 2014 | El hobbit: la batalla de los Cinco Ejércitos | Thranduil                      |              |
| 2015 | The Program                                  | Bill Stapleton                 |              |
| 2017 | The Keeping Hours                            | Mark                           |              |
| 2017 | The Book of Henry                            | David Daniels                  |              |
| 2017 | Revolt                                       | Bo                             |              |
| 2018 | The Party's Just Beginning                   | Dale                           |              |
| 2018 | Driven                                       | John DeLorean                  |              |
| 2019 | Capitana Marvel                              | Ronan el Acusador              |              |

### Televisión
| Año           | Título                            | Papel                  | Notas        |
| ------------- | --------------------------------- | ---------------------- | ------------ |
| 2002          | Law & Order: Special Victims Unit | Benjamin Tucker        | 1 episodio   |
| 2004          | Wonderfalls                       | Aaron Tyler            | 11 episodios |
| 2007-2009     | Pushing Daisies                   | Ned                    | 22 episodios |
| 2011          | The Miraculous Year               | Frank Moss             |              |
| 2014–2017     | Halt and Catch Fire               | Joe MacMillan          | 40 episodios |
| 2015          | The Mindy Project                 | Alex Eakin             | 1 episodio   |
| 2015          | Robot Chicken                     | Heinrich Himmler (voz) | 1 episodio   |
| 2019          | Flying Tiger 2                    | Sam Colin              | HK TV        |
| 2021-presente | Fundación                         | Hermano Día            | 20 episodios |

## Premios y nominaciones
| Año  | Categoría                                                  | Trabajo         | Resultado | Premio                |
| ---- | ---------------------------------------------------------- | --------------- | --------- | --------------------- |
| 2003 | Breakthrough Actor                                         | Soldier's Girl  | Ganador   | Premio Gotham         |
| 2004 | Mejor un actor en una miniserie o telefilme                | Soldier's Girl  | Nominado  | Premio Satellite      |
| 2004 | Mejor actor de reparto en una serie, miniserie o telefilme | Soldier's Girl  | Nominado  | Premio Globo de Oro   |
| 2007 | Mejor actor en una serie de televisión - musical o comedia | Pushing Daisies | Nominado  | Premio Satellite      |
| 2008 | Mejor actor en una serie de televisión - musical o comedia | Pushing Daisies | Nominado  | Premio Globo de Oro   |
| 2008 | Mejor actor de televisión                                  | Pushing Daisies | Nominado  | Premio Saturn         |
| 2008 | Mejor actor en una serie de comedia                        | Pushing Daisies | Nominado  | Premio Primetime Emmy |